# Crematogaster xerophila
Crematogaster xerophila är en myrart som beskrevs av Wheeler 1915. Crematogaster xerophila ingår i släktet Crematogaster och familjen myror.

## Underarter
Arten delas in i följande underarter:
- C. x. exigua
- C. x. xerophila